# Shownieuws
Shownieuws is een Nederlands televisieprogramma op SBS6 dat zich bezighoudt met beroemde personen in de Nederlandse en buitenlandse showbizzwereld.

## Tijdlijn
| Datum              | |
| ------------------ | --- |
| september 1996     | Shownieuws begon als nieuwsblok in Hart van Nederland en werd gepresenteerd door Albert Verlinde. |
| 2001               | Verlinde vertrok naar RTL 4. De presentatrices van Hart van Nederland namen nu zelf de presentatie van het blok voor hun rekening. |
| 10 maart 2003      | Shownieuws werd een apart programma van 15 tot 20 minuten, dat na Hart van Nederland werd uitgezonden. De presentatie bleef ongewijzigd. |
| 1 september 2003   | Er kwam een vroege editie met Shownieuws onder de naam Show van Nederland en werd uitgezonden om 19.30 uur. De vroege editie werd gepresenteerd door een duo, waaronder Viktor Brand en Daniëlle Overgaag. |
| januari 2004       | De naam van de vroege editie wijzigde in Shownieuws. Dit om de programmanamen gelijk te trekken (Stem van Nederland werd vervangen door Actienieuws). |
| 2007               | Het concept van de vroege editie werd aangepast. Er is nog maar één presentator met daarnaast een deskundige op shownieuwsgebied. Tevens werd de studio enkele keren aangepast. Shownieuws werd, naast entertainment, in de loop der jaren bekend om de docusoaps van volkszanger Jannes, Dries Roelvink, De Veerkampjes uit Amsterdam en Thuis bij. |
| 7 juli 2012        | De zaterdageditie van Shownieuws laat komt te vervallen. |
| 17 september 2012  | Beide edities kregen nieuwe presentatoren. Celine Huijsmans en Airen Mylene presenteerden de vroege editie. Beau van Erven Dorens en Bridget Maasland vormden het team voor de late editie. Beide edities kwamen volledig los te staan van Hart van Nederland. |
| 21 oktober 2013    | Er kwam een derde editie van Shownieuws onder de naam Show Vandaag en werd uitgezonden tussen 17.30 uur en 18.30 uur, met afwisselende duopresentatie door Cynthia Abma, Beau van Erven Dorens, Kim-Lian van der Meij, Marlayne Sahupala en Kees Tol. Zij werden bijgestaan door afwisselend Patty Brard, Evert Santegoeds, Koos van Plateringen en Renate Gerschtanowitz-Verbaan. Ook deskundigen als Janice, Saar Koningsberger, Vivian Reijs en de presentatrices van Hart van Nederland schoven geregeld aan. De vroege editie werd flink ingekort en liet alleen nog nieuwsflitsen zien. De naam bleef wel Shownieuws. De late editie werd omgedoopt tot Show Laat |
| 24 maart 2014      | Show Vandaag en Show Laat werden weer omgedoopt tot Shownieuws. De rode bank bij Show Vandaag verdween. Er werd gewoon gepresenteerd vanaf de desk van de andere edities. Er is geen duopresentatie meer. Er was nu één presentator en er twee vaste deskundigen. Deze editie behandelde nu vrijwel alleen nog maar shownieuws. |
| 4 augustus 2014    | Vanaf nu waren er weer twee edities. Van 20.00 uur tot 20.30 uur en rond 23.00 uur na Hart van Nederland |
| 20 oktober 2014    | De 20.00 uur-versie van Shownieuws verdween. Vanaf nu is de nieuwsflitsen versie weer terug rond 19.15 uur. |
| 5 januari 2015     | Shownieuws kreeg een nieuwe vormgeving. De edities worden gepresenteerd vanuit de studio van Hart van Nederland. |
| 30 januari 2015    | Shownieuws beëindigde de samenwerking met Eric van Tijn, Janice, Leco van Zadelhoff en René Mioch. Shownieuws heeft te kennen gegeven dat de focus meer op algemeen entertainmentnieuws ligt, waardoor er minder ruimte overblijft voor onderwerpen als lifestyle, film en muziek. |
| 16 maart 2015      | De vroege editie van Shownieuws werd verplaatst naar 18.15 uur. |
| september 2015     | Invoering solopresentatie voor zowel de vroege als late editie. |
| 17/18 oktober 2015 | Vanaf dit weekend zijn er ook weer uitzendingen op de late zaterdag- en zondagavond. Deze afleveringen worden gepresenteerd door de vaste presentatoren en deskundigen. |
| 6 juni 2016        | Start extra online uitzendingen Show Update. Deze uitzendingen worden afwisselend gepresenteerd door onder Celine Huijsmans, Airen Mylene en Lisa Michels. |
| 2 oktober 2016     | Vanaf 2 oktober startte het zondagmiddagprogramma Show XL. Hierin ontvingen presentatoren Lucille Werner en Fred van Leer gasten. Na drie uitzendingen werd het van de buis gehaald wegens tegenvallende kijkcijfers. |
| 1 mei 2017         | Shownieuws stopt met de vroege editie. |
| 11 september 2017  | Shownieuws begint weer met de vroege editie. |
| 20 november 2017   | De tune van Shownieuws krijgt een update. Verder kondigt de presentator vanaf nu de hoofdpunten van de uitzending aan in plaats van de voice-over. |
| 1 augustus 2018    | De studio en het logo zijn veranderd naar de kleuren blauw en wit. Ook de leader en tune zijn aangepast |
| 7 januari 2019     | De vroege editie van Shownieuws is vervallen |
| 28 augustus 2019   | De vroege editie van Shownieuws is weer terug. Het is dit keer een korte versie met highlights rond 19.20 uur. |
| 6 januari 2020     | De vroege editie van Shownieuws is sinds 6 januari 2020 op werkdagen te zien van 18.00 - 18.30 uur |
| 6 april 2020       | De vroege editie is vanwege de coronapandemie te zien van 18.30 tot 19.00 uur. |
| 25 mei 2020        | De vroege editie is wederom vervallen. |
| 29 juni 2020       | De studio en de vormgeving zijn veranderd. Het programma komt voortaan vanuit Hilversum. |
| 3 augustus 2020    | De studiovormgeving wordt weer aangepast. Ook is de desk vervangen door een tafel. |
| 15 maart 2021      | De vroege editie van Shownieuws is sinds 15 maart 2021 op werkdagen weer te zien vanaf 18.20 uur. |
| 14 juni 2021       | De vroege editie vervalt. |
| 30 mei 2022        | De vroege editie keert terug als zomereditie van 19:30 tot 20:30 uur als vervanger van HLF8. Dit stond gepland tot en met 26 augustus 2022. |
| zomer 2024         | Om na te praten over het sportgeweld start Vandaag inside om 23.00 uur, waardoor Shownieuws naar 22.00 uur gaat met een korte editie die de naam De Halftime Show meekrijgt omdat het wordt uitgezonden tijdens de rust van de voetbalwedstrijden. Naast de vaste presentatoren zal ook Winston Gerschtanowitz deze editie presenteren. |
| mei 2025           | Shownieuws heeft, als gevolg van bezuinigingen, vanaf nu geen 4 maar 3 deskundigen aan de desk. De vierde plek wordt opgevuld door een (gratis) gast. |

## Voice-over
De voice-over werd tot en met 14 september 2012 vier dagen per week verzorgd door Bart Slim. Joost van der Stel was de stem op maandag. Daarnaast waren Wouter van der Goes, Martijn Kolkman en Sander Versluys ook weleens te horen als voice-over van het programma. Vanaf 17 september 2012 werd de voice-over verzorgd door Jord Knotter. Vanaf 5 januari 2015 waren onder meer Arno Lubbinge en Robert Feller de voice-overs. Sinds 2020 zijn Edwin Diergaarde en Dennis Ruyer de vaste voice-over. In 2023 werden Jasper Mol en Bas Menting aan het team toegevoegd.

## Presentatie

### Late Editie
| Presentatoren Late Editie | Presentatoren Late Editie     | Presentatoren Late Editie | Presentatoren Late Editie                                                      |
|                           | Naam                          | Periode                   | Opmerkingen                                                                    |
| ------------------------- | ----------------------------- | ------------------------- | ------------------------------------------------------------------------------ |
|                           | Leonie ter Braak              | 2019–2020                 | Invaller                                                                       |
|                           | Viktor Brand                  | 2012, 2015–2017           |                                                                                |
|                           | Dyantha Brooks                | 2019–heden                |                                                                                |
|                           | Evelien de Bruijn             | 2006–2012 2021-2024       | presentator Invaller                                                           |
|                           | Annemarie Brüning             | 2019–heden                | Invaller                                                                       |
|                           | Cilly Dartell                 | 2001–2012                 |                                                                                |
|                           | Selma van Dijk                | 2003–2012                 |                                                                                |
|                           | Beau van Erven Dorens         | 2012–2015                 |                                                                                |
|                           | Mariëtte Fehmers              | 2006–2007                 | Invaller                                                                       |
|                           | Renate Gerschtanowitz-Verbaan | 2015–2019                 |                                                                                |
|                           | Winston Gerschtanowitz        | 2021 2024                 | Gastpresentator (i.v.m overlijden Peter R. de Vries) presentator Halftime Show |
|                           | Olcay Gulsen                  | 2019–2020                 | Invaller                                                                       |
|                           | Celine Huijsmans              | 2015, 2017–2020           |                                                                                |
|                           | Wietze de Jager               | 2017–2020                 |                                                                                |
|                           | Eddy Keur                     | 2020                      | Invaller                                                                       |
|                           | Hilde Kuiper                  | 2007–2008                 |                                                                                |
|                           | Mark Labrand                  | 2018–2019                 | Invaller                                                                       |
|                           | Pernille La Lau               | 2002–2004                 |                                                                                |
|                           | Bridget Maasland              | 2012–2016                 |                                                                                |
|                           | Lisa Michels                  | 2017–2018                 |                                                                                |
|                           | Irene Moors                   | 2016–2017                 | Invaller                                                                       |
|                           | Airen Mylene                  | 2013–heden                |                                                                                |
|                           | Milika Peterzon               | 2001–2012                 |                                                                                |
|                           | Koos van Plateringen          | 2015–2017                 | Invaller                                                                       |
|                           | Tooske Ragas                  | 2021–heden                |                                                                                |
|                           | Marlayne Sahupala             | 2003–2012                 |                                                                                |
|                           | Madelon Spaan                 | 2001–2002                 |                                                                                |
|                           | Maarten Steendam              | 2021                      | Invaller                                                                       |
|                           | Shelly Sterk                  | 2018–2019                 |                                                                                |
|                           | Maureen du Toit               | 2001–2012                 |                                                                                |
|                           | Kees Tol                      | 2016–2017                 | Invaller                                                                       |
|                           | Manuel Venderbos              | 2022–2025                 |                                                                                |
|                           | Gallyon van Vessem            | 2006–2012                 |                                                                                |
|                           | Eva Vloon                     | 2025                      | Invaller                                                                       |
|                           | Sol Wortelboer                | 2017                      |                                                                                |

### Vroege editie
Heette eerder Show van Nederland. Later Shownieuws. Later werd deze editie flink ingekort en bleven er alleen nieuwsflitsen over. Op 4 augustus 2014 kwam deze uitzending te vervallen, maar keerde vervolgens op 20 oktober 2014 terug. Op 1 mei 2017 kwam deze editie weer te vervallen. Sinds 11 september 2017 was de vroege editie weer te zien. Sinds 7 januari 2019 was de vroege editie niet meer te zien vanwege het nieuwe programma 6 Inside. Sinds 26 augustus 2019 keerde de vroege editie weer terug, al duurde deze editie slechts ongeveer 5 minuten. Op 6 januari 2020 was deze editie verplaatst naar 17.55 uur en duurt 25 minuten. Vanaf 25 mei 2020 was de vroege editie weer komen te vervallen. Sinds 15 maart 2021 was er weer een vroege editie van 18.20-18.30 uur. Op 14 juni 2021 kwam deze editie weer te vervallen. Van 30 mei tot en met 26 augustus 2022 kwam er een vroege zomereditie van 19.35-20.30 uur.
| Presentatoren Vroege Editie | Presentatoren Vroege Editie   | Presentatoren Vroege Editie | Presentatoren Vroege Editie |
|                             | Naam                          | Periode                     | Opmerkingen                 |
| --------------------------- | ----------------------------- | --------------------------- | --------------------------- |
|                             | Jim Bakkum                    | 2012–2014                   |                             |
|                             | Viktor Brand                  | 2003–2012, 2015–2017        |                             |
|                             | Isabelle Brinkman             | 2003–2004                   |                             |
|                             | Dyantha Brooks                | 2019–2022                   |                             |
|                             | Sjimmy Bruijninckx            | 2007–2011                   |                             |
|                             | Nance Coolen                  | 2005–2006                   |                             |
|                             | Wendy van Dijk                | 2003–2004                   |                             |
|                             | Renate Gerschtanowitz-Verbaan | 2015–2019                   |                             |
|                             | Olcay Gulsen                  | 2019–2020                   |                             |
|                             | Celine Huijsmans              | 2012–2020                   |                             |
|                             | Wietze de Jager               | 2018–2020                   |                             |
|                             | Gerard Joling                 | 2003–2008                   |                             |
|                             | Eddy Keur                     | 2020                        | Invaller                    |
|                             | Mark Labrand                  | 2017–2019                   |                             |
|                             | Bridget Maasland              | 2015–2016                   |                             |
|                             | Lisa Michels                  | 2017–2018                   |                             |
|                             | Airen Mylene                  | 2013–2022                   |                             |
|                             | Nada van Nie                  | 2005–2007                   |                             |
|                             | Daniëlle Overgaag             | 2003–2005                   |                             |
|                             | Mark Schaaf                   | 2017–2018                   |                             |
|                             | Anouk Smulders                | 2005–2006                   |                             |
|                             | Shelly Sterk                  | 2018–2019                   |                             |
|                             | Manuel Venderbos              | 2022                        | Zomereditie                 |
|                             | Ellemieke Vermolen            | 2005–2008                   |                             |
|                             | Jan Versteegh                 | 2022                        | invaller Zomereditie        |
|                             | Hidde van Warmerdam           | 2012–2013                   |                             |

Tussen 2006 en 2012 kwam het regelmatig voor dat Maureen du Toit, Selma van Dijk, Marlayne Sahupala, Evelien de Bruijn en Gallyon van Vessem invielen bij de vroege editie van Shownieuws.

### Show Vandaag/Shownieuws
Deze editie heette eerst Show Vandaag en later gewoon Shownieuws. Het werd eerst tussen 17.30 en 18.30 uur uitgezonden en later van 20.00 tot 20.30 uur. Sinds 20 oktober 2014 is deze uitzending vervallen.
| Presentatoren Show Vandaag/Shownieuws | Presentatoren Show Vandaag/Shownieuws | Presentatoren Show Vandaag/Shownieuws |
| Naam                                  | Periode                               | Opmerkingen                           |
| ------------------------------------- | ------------------------------------- | ------------------------------------- |
| Cynthia Abma                          | 2013–2014                             |                                       |
| Beau van Erven Dorens                 | 2013–2014                             |                                       |
| Jamai Loman                           | 2014                                  | Gastpresentator                       |
| Kim-Lian van der Meij                 | 2013–2014                             |                                       |
| Marlayne Sahupala                     | 2013–2014                             |                                       |
| Kees Tol                              | 2013–2014                             |                                       |
| Eddy Zoëy                             | 2014                                  | Gastpresentator                       |

## Deskundigen
| Deskundigen | Deskundigen                     | Deskundigen                      | Deskundigen                       |
|             | Naam                            | Periode                          | Specialiteit                      |
| ----------- | ------------------------------- | -------------------------------- | --------------------------------- |
|             | Guido den Aantrekker            | 2018–heden                       | Entertainment/Showbizz            |
|             | Billy Bakker                    | 2018–2019                        | Utopia                            |
|             | Kimberly van de Berkt           | 2020                             | Entertainment/Showbizz            |
|             | Maik de Boer                    | 2017–2018                        | Entertainment/Showbizz            |
|             | Patty Brard                     | 2007–2011, 2013–2017, 2019–heden | Entertainment/Showbizz            |
|             | Dyantha Brooks                  | 2018–2020                        | Entertainment/Showbizz            |
|             | Barend van Deelen               | 2021                             | Muziek                            |
|             | Rick Engelkes                   | 2012                             | Theater                           |
|             | Bart Ettekoven                  | 2018–heden                       | Entertainment/Showbizz            |
|             | Renate Gerschtanowitz-Verbaan   | 2012–2015                        | Entertainment/Showbizz            |
|             | Dolshe Gulsen                   | 2018                             | Lifestyle                         |
|             | Olcay Gulsen                    | 2020–2021                        | Entertainment/Showbizz            |
|             | Chatilla van Grinsven           | 2021-2022                        | Sport                             |
|             | Sam Hagens                      | 2021                             | Politiek                          |
|             | Natacha Harlequin               | 2020–2024                        | Misdaad/Rechtspraak               |
|             | Hélène Hendriks                 | 2020                             | Sport                             |
|             | Sam Hoevenaar                   | 2021                             | Royalty                           |
|             | Anouk Hoogendijk                | 2020–2024                        | Sport                             |
|             | Nicole van Houten               | 2020–2021                        | Misdaad/Rechtspraak               |
|             | Frits Huffnagel                 | 2020–2024                        | Politiek                          |
|             | Paulien Huizinga                | 2012                             | Televisie                         |
|             | Janice                          | 2012–2015                        | Lifestyle en Mode                 |
|             | Jayh Jawson                     | 2023–2024                        | Muziek                            |
|             | Eddy Keur                       | 2020                             | Entertainment/Showbizz            |
|             | Matthijs Kleyn                  | 2012                             | Film                              |
|             | Marije Knevel                   | 2020–2021                        | Online en Gadgets                 |
|             | Saar Koningsberger              | 2013–2014                        | Reizen                            |
|             | Tim Koomen                      | 2018                             | Films                             |
|             | Kim Kötter                      | 2017–2018                        | Entertainment/Showbizz            |
|             | Mark Labrand                    | 2017–2020                        | Entertainment/Showbizz en Muziek  |
|             | Dennis van Luling               | 2012                             | Online                            |
|             | Iris van Lunenburg              | 2021–heden                       | Entertainment/Showbizz            |
|             | Nanne Meijer                    | 2018                             | Online/ Social Media              |
|             | Yara Michels                    | 2018–2019                        | Entertainment/Showbizz            |
|             | Justine Marcella                | 2023–heden                       | Royalty                           |
|             | René Mioch                      | 2012–2015, 2022–heden            | Film                              |
|             | Ronald Molendijk                | 2020–heden                       | Muziek                            |
|             | Bram Moszkowicz                 | 2020–heden                       | Misdaad/Rechtspraak               |
|             | Jeroen Nieuwenhuize             | 2012–2013                        | Muziek                            |
|             | Charlotte Nijs                  | 2020                             | Politiek                          |
|             | Koos van Plateringen            | 2009–2019                        | Entertainment/Showbizz            |
|             | Winston Post                    | 2016–2017                        | Entertainment/Showbizz            |
|             | Vivian Reijs                    | 2012–2014                        | Gezondheid en Voeding             |
|             | Marvy Rieder                    | 2012                             | Lifestyle                         |
|             | Edsilia Rombley                 | 2012                             | Muziek                            |
|             | Eline de Ruig                   | 2023–heden                       | Entertainment/Showbizz en Theater |
|             | William Rutten                  | 2020–heden                       | Fotografie                        |
|             | Evert Santegoeds                | 2008–heden                       | Entertainment/Showbizz            |
|             | Mark Schaaf                     | 2017–2020                        | Entertainment/Showbizz            |
|             | Sandra Schuurhof                | 2020–heden                       | Royalty                           |
|             | Emilie Sleven                   | 2025–heden                       | Muziek                            |
|             | Henkjan Smits                   | 2007–2008                        | Entertainment/Showbizz            |
|             | Anouk Smulders                  | 2019–2025                        | Entertainment/Showbizz            |
|             | Gijs Staverman                  | 2025–heden                       | Muziek                            |
|             | Alberto Stegeman                | 2021                             | Misdaad/Rechtspraak               |
|             | Eric van Tijn                   | 2012–2015                        | Muziek                            |
|             | Kees Tol                        | 2013–2017                        | Entertainment/Showbizz            |
|             | Marcel van de Ven               | 2020                             | Politie                           |
|             | Albert Verlinde                 | 2020–2022                        | Entertainment/Showbizz en Theater |
|             | Ellemieke Vermolen              | 2021-2022                        | Lifestyle/Voeding                 |
|             | Jordi Versteegden               | 2025–heden                       | Entertainment/Showbizz            |
|             | Victor Vlam                     | 2022                             | Media/Televisie                   |
|             | Lucille Werner                  | 2016–2017                        | Entertainment/Showbizz            |
|             | Maurice Wijnen                  | 2011–2018                        | Entertainment/Showbizz en Theater |
|             | Miljuschka Witzenhausen         | 2014                             | Gezondheid en Voeding             |
|             | Leco van Zadelhoff              | 2012–2015                        | Lifestyle                         |
|             | Leontien Zijlaard - van Moorsel | 2022–heden                       | Sport                             |